# 精靈分裂
在托爾金（J. R. R. Tolkien）的奇幻小說裡，精靈可分作多支。精靈在中土大陸的庫維因恩 （Cuiviénen）甦醒後，他們分做三個部落：米恩雅（Minyar，第一）、塔特雅（Tatyar，第二）及尼爾雅（Nelyar，第三）。後來，他們被歐羅米（Oromë）召喚，前往阿門洲（Aman）與維拉（Valar）一起居住。在接著的大遠行（Great Journey）中，精靈主要分裂成兩群，從此再也沒有聚合。
昆第（Quendi，會用聲音說話的）是所有精靈的泛稱。

## 艾爾達
艾爾達（Eldar，意為「星光的子民」）原指所有精靈，稍後單純指接受召喚前往阿門洲的精靈，這是歐羅米給他們取的名字。

### 阿曼雅
阿曼雅（Amanyar，意為「阿門洲的」），又稱卡拉昆第（Calaquendi，光明精靈），泛指所有到達維林諾（Valinor）的精靈，因為他們曾經見過雙聖樹之光。他們的語言是昆雅語。
阿曼雅下分的族系：
- 凡雅族（Vanyar，美麗的精靈）：所有米恩雅精靈都成為凡雅族，他們擁有金色的頭髮，他們的君王是英格威（Ingwë）。
- 諾多族（Noldor，深邃的精靈）：大部分的塔特雅成為諾多族，族名來自他們的睿智，他們的第一代君王是芬威（Finwë）。
  - 大部分諾多精靈跟隨費諾（Fëanor）返回中土大陸，部分精靈在第三紀元依然留在中土，稱為流浪者（Exiles）。
  - 此後，跟隨費納芬（Finarfin）留在阿門洲的諾多族精靈是為奧力英達（Aulendur，意為「奧力的子民」）。
- 帖勒瑞族（Teleri，最後抵達阿門洲的精靈）：约半數的尼爾雅成為帖勒瑞族，他們自稱林達（Lindar，意為「歌詠者」）。他們在貝爾蘭分裂，來到阿門洲的精靈由歐威（Olwë）統領，這些帖勒瑞族精靈也被稱為佛瑪瑞（Falmari，意為「那些乘風破浪者」）或澳闊隆迪帖勒瑞族（Teleri of Alqualondë）。

### 烏曼雅
烏曼雅（Úmanyar，意為「非阿門洲的」），指並未拒絕西行，但又沒能抵達阿門洲的精靈。近義詞為摩瑞昆第（Moriquendi，意為「黑暗精靈」），泛指所有未至阿門洲的精靈。亞維瑞（Avari）、南多族（Nandor）及辛達族（Sindar）均合稱為摩瑞昆第，因為他們沒有看到雙聖樹（Two Trees）之光。
只有埃盧·庭葛（Elu Thingol）既屬摩瑞昆第，又是卡拉昆第，因為他曾代表帖勒瑞族來到阿門洲，卻又因為與邁雅美麗安（Melian）的愛情而留在貝爾蘭。

#### 辛達族
- 部分帖勒瑞族精靈抵達中土世界西北方的貝爾蘭（Beleriand），卻沒有渡海到達阿門洲，這群精靈即是辛達族（Sindar，意為「灰精靈」）。他們的語言是辛達林，尊庭葛為最高君王。
  - 伊葛拉斯（Eglath，意為「被遺棄的子民」）：大部份辛達族留在貝爾蘭，尋找在大遠行期間失蹤的埃盧·庭葛，伊葛拉斯是他們的自稱。他們後來重遇庭葛，在他和美麗安的領導下，建立多瑞亞斯（Doriath）王國。
  - 法拉斯瑞姆（Falathrim，意為「海岸邊的居民」）：多瑞亞斯建國後，由「造船者」瑟丹（Círdan）領導的部分帖勒瑞族決定留在貝爾蘭海岸，他們便稱為法拉斯瑞姆，他們在中土世界遊蕩，在第四紀元開始時揚帆前往阿門洲。
  - 米斯林（Mithrim，意為「灰色的子民」Grey People）：留在貝爾蘭西北米斯林湖附近的部分帖勒瑞族，大部分米斯林精靈後來和貢多林（Gondolin）的諾多族精靈融合。因此米斯林後來改用作地名，稱呼米斯林精靈的原居地。

#### 南多族
- 部分沒有越過迷霧山脈（Misty Mountains）的帖勒瑞族精靈在藍威（Lenwë）帶領下，留在安都因河（Anduin）河谷，是為南多族（Nandor）。
  - 萊昆第（Laiquendi，意為「綠精靈」）：在丹耐索（Denethor）的領導下離開安都因河河谷，越過迷霧山脈來到貝爾蘭的南多族精靈。
  - 西爾凡精靈（Silvan）：又稱森林精靈（Tawarwaith），他們是依然留在安都因河河谷中的南多族精靈，住在大荒原（Wilderland）的森林裡。他們的君主是灰精靈瑟蘭督伊（Thranduil），他的父親在憤怒之戰後東返。

## 亞維瑞
亞維瑞（Avari）是指那些拒絕接受歐羅米召喚前往阿門洲的精靈，亞維瑞意思是「不情願的」（The Unwilling）。大部分的亞維瑞來自精靈數目最龐大的尼爾雅，其餘的亞維瑞則原是塔特雅。亞維瑞熱愛星光及廣饒的中土大陸，勝過雙聖樹的傳聞。也許部分亞維瑞害怕維拉們的威勢，故而拒絕離開庫維因恩。
大遠行開始後不久，天空仍因維拉與魔苟斯的戰爭而被烏雲遮掩，很多精靈在看不到星光下開始害怕，後悔前進而調頭返回庫維因恩，自此被其他精靈遺忘。這群離去的精靈沒有一個特別名字，大概也被視為亞維瑞。
第四紀元初，所有艾爾達（Eldar）都離開中土大陸，但大部分的亞維瑞依然留在中土大陸。